# Bologna Football Club 1926-1927
Questa voce raccoglie le informazioni riguardanti il Bologna Football Club nelle competizioni ufficiali della stagione 1926-1927.

## Stagione

Il bolognese Angelo Schiavio, sul campo dello Sterlino, sfugge ai difensori juventini Rosetta e Allemandi nella vittoriosa sfida del 27 marzo 1927 (1-0), nel girone finale per l'assegnazione dello Scudetto.

Fu incluso nel girone B della Divisione Nazionale 1926-1927. Il 2º posto ottenuto nella prima fase le valse l'accesso al girone finale: il Bologna chiuse il torneo al 2º posto su 6 squadre nel gruppo per il titolo, arrivando a due punti dal vittorioso Torino — al quale venne poi revocato il titolo in seguito al caso Allemandi.

## Divise
| Casa |

## Rosa
| N. |                   | Ruolo | Calciatore       |
| -- | ----------------- | ----- | ---------------- |
|    | Italia (bandiera) | P     | Mario Gianni     |
|    | Italia (bandiera) | D     | Giovanni Borgato |
|    | Italia (bandiera) | D     | Felice Gasperi   |
|    | Italia (bandiera) | D     | Eraldo Monzeglio |
|    | Italia (bandiera) | C     | Gastone Baldi    |
|    | Italia (bandiera) | C     | Pietro Genovesi  |
|    | Italia (bandiera) | C     | Alberto Giordani |
|    | Italia (bandiera) | C     | Gastone Martelli |

| N. |                   | Ruolo | Calciatore                      |
| -- | ----------------- | ----- | ------------------------------- |
|    | Italia (bandiera) | A     | Antonio Busini                  |
|    | Italia (bandiera) | A     | Giuseppe Della Valle (capitano) |
|    | Italia (bandiera) | A     | Luigi Gabba                     |
|    | Italia (bandiera) | A     | Bruno Maini                     |
|    | Italia (bandiera) | A     | Giuseppe Muzzioli               |
|    | Italia (bandiera) | A     | Bernardo Perin                  |
|    | Italia (bandiera) | A     | Alberto Pozzi                   |
|    | Italia (bandiera) | A     | Angelo Schiavio                 |

## Risultati

### Divisione Nazionale (Girone B)

#### Girone di andata
| Arbitro: | Montessoro (Torino) |

|                                                                    |           |               |
| Martelli II 29’ (rig.) Schiavio 39’, 40’ Mion 66’ (aut.) Maini 82’ | Marcatori | 47’ Monti III |

| Arbitro: | Caldirola (Milano) |

|                                     |           |                           |
| Giordani 26’ Schiavio 60’ Maini 69’ | Marcatori | 78’ Magnozzi 88’ Palandri |

| Arbitro: | Garbieri (Genova) |

|                                                        |           |           |
| Ferrari 50’, 57’ Cattaneo 70’ Ferrari 75’ Chierico 85’ | Marcatori | 82’ Gabba |

| Arbitro: | A.Gama (Milano) |

|              |           |  |
| Bodini I 44’ | Marcatori |  |

| Arbitro: | Barlassina (Novara) |

|                 |           |                |
| Della Valle 83’ | Marcatori | 51’ Baloncieri |

| Arbitro: | Aebi (Milano) |

|                                       |           |                  |
| Della Valle 1’ Sansoni III 59’ (aut.) | Marcatori | 43’ (rig.) Boros |

| Arbitro: | Dani (Genova) |

|                                                |           |                              |
| Savelli 14’, 51’ Barzan 52’ (rig.) Savelli 79’ | Marcatori | 27’ Della Valle 82’ Schiavio |

| Arbitro: | A.Gama (Milano) |

|              |           |                                   |
| Cambiaso 75’ | Marcatori | 13’, 89’ Schiavio 69’ Della Valle |

| Bologna 5 dicembre 1926 9ª giornata | Bologna           | 0 – 0 | Andrea Doria | Stadio Sterlino\| Arbitro: \| Turriti (Firenze) \| |
| Arbitro:                            | Turriti (Firenze) |       |              |                                                    |

#### Girone di ritorno
| Arbitro: | Turbiani (Ferrara) |

|  |           |                           |
|  | Marcatori | 28’ Giordani 34’ Schiavio |

| Arbitro: | A.Gama (Milano) |

|                                    |           |                        |
| Pitto 32’ (rig.) Magnozzi 40’, 88’ | Marcatori | 42’ (rig.) Martelli II |

| Arbitro: | Caironi (Milano) |

|                      |           |  |
| Della Valle 53’, 56’ | Marcatori |  |

| Arbitro: | Sganzetta (Torino) |

|                                    |           |                         |
| Giordani 14’ Schiavio 3’, 37’, 42’ | Marcatori | 31’ Bodini I 70’ Moroni |

| Arbitro: | Dani (Genova) |

|                                    |           |            |
| Baloncieri 23’ Balacics 59’ (rig.) | Marcatori | 6’ Gasperi |

| Arbitro: | Mattea (Casale Monf.) |

|                        |           |                                           |
| Canestrelli 75’ (rig.) | Marcatori | 11’ Della Valle 63’ Muzzioli 77’ Schiavio |

| Arbitro: | Germani (Padova) |

|                                                   |           |            |
| Della Valle 12’ Schiavio 45’ Della Valle 73’, 88’ | Marcatori | 68’ Barzan |

| Arbitro: | Enrietti (Torino) |

|                                                 |           |                     |
| Schiavio 9’ Perin 22’ Muzzioli 59’ Genovesi 69’ | Marcatori | 53’ Roveda 68’ Mura |

| Arbitro: | Ferro (Milano) |

|  |           |                 |
|  | Marcatori | 32’ Della Valle |

### Girone finale
| Arbitro: | Germani (Padova) |

|                 |           |  |
| Della Valle 29’ | Marcatori |  |

| Arbitro: | Mattea (Casale Monf.) |

|                    |           |  |
| Borgato 26’ (aut.) | Marcatori |  |

| Arbitro: | Enrietti (Torino) |

|  |           |               |
|  | Marcatori | 25’ Ostromann |

| Arbitro: | Carraro (Padova) |

|                          |           |  |
| Pozzi 36’ Perin 37’, 38’ | Marcatori |  |

| Arbitro: | Dani (Genova) |

|                     |           |  |
| Balacics 30’ (rig.) | Marcatori |  |

| Arbitro: | Mangano (Milano) |

|            |           |          |
| Vojak I 2’ | Marcatori | 9’ Perin |

| Arbitro: | Asei (Vercelli) |

|                 |           |  |
| Martelli II 59’ | Marcatori |  |

| Arbitro: | Lenti (Genova) |

|           |           |                 |
| Hajós 80’ | Marcatori | 45’ Della Valle |

| Arbitro: | Sguerso (Savona) |

|             |           |  |
| Rivolta 75’ | Marcatori |  |

| Arbitro: | Ferro (Milano) |

|                                                                  |           |  |
| Schiavio 1’, 5’ Martelli II 7’ Muzzioli 34’ Martin II 79’ (aut.) | Marcatori |  |

### Coppa Italia
| Bologna 6 gennaio 1927 Primo turno                                                                   | Bologna   | 5 – 1              | Casalecchio | Stadio Sterlino |
| \| \| \| \| \| Perin 12’, 67’ Schiavio 15’ Gabba 32’ Pozzi 36’ \| Marcatori \| 27’ (aut.) Borgato \| |           |                    |             |                 |
| |           |                    |             |                 |
| Perin 12’, 67’ Schiavio 15’ Gabba 32’ Pozzi 36’                                                      | Marcatori | 27’ (aut.) Borgato |             |                 |

| Arbitro: | Ferro (Milano) |

|  |           |              |
|  | Marcatori | 20’ Schiavio |

| Alessandria 26 maggio 1927 Terzo turno | Alessandria | – (n.d.) | Bologna | Campo degli Orti |

## Statistiche

### Statistiche di squadra
| Competizione                        | Punti | In casa | In casa | In casa | In casa | In casa | In casa | In trasferta | In trasferta | In trasferta | In trasferta | In trasferta | In trasferta | Totale | Totale | Totale | Totale | Totale | Totale | DR  |
| Competizione                        | Punti | G       | V       | N       | P       | Gf      | Gs      | G            | V            | N            | P            | Gf           | Gs           | G      | V      | N      | P      | Gf     | Gs     | DR  |
| ----------------------------------- | ----- | ------- | ------- | ------- | ------- | ------- | ------- | ------------ | ------------ | ------------ | ------------ | ------------ | ------------ | ------ | ------ | ------ | ------ | ------ | ------ | --- |
| Divisione Nazionale - Girone B      | 24    | 9       | 7       | 2       | 0       | 25      | 10      | 9            | 4            | 0            | 5            | 13           | 16           | 18     | 11     | 2      | 5      | 38     | 26     | +12 |
| Divisione Nazionale - Girone finale | 12    | 5       | 5       | 0       | 0       | 12      | 1       | 5            | 0            | 2            | 3            | 2            | 5            | 10     | 5      | 2      | 3      | 14     | 6      | +8  |
| Coppa Italia                        | -     | 1       | 1       | 0       | 0       | 5       | 1       | 1            | 1            | 0            | 0            | 1            | 0            | 2      | 2      | 0      | 0      | 6      | 1      | +5  |
| Totale                              | -     | 15      | 13      | 2       | 0       | 42      | 12      | 15           | 5            | 2            | 8            | 16           | 21           | 30     | 18     | 4      | 8      | 58     | 37     | +25 |

### Statistiche dei giocatori
| Giocatore      | Divisione Nazionale | Divisione Nazionale | Coppa Italia | Coppa Italia | Totale   | Totale |
| Giocatore      | Presenze            | Reti                | Presenze     | Reti         | Presenze | Reti   |
| -------------- | ------------------- | ------------------- | ------------ | ------------ | -------- | ------ |
| G. Borgato     | 18                  | 0                   | 1+           | 0            | 19+      | 0      |
| G. Della Valle | 24                  | 13                  | ?            | 0            | 24+      | 13     |
| L. Gabba       | 1                   | 0                   | 1+           | 1            | 2+       | 1      |
| F. Gasperi     | 25                  | 1                   | ?            | 0            | 25+      | 1      |
| M. Gianni      | 28                  | -32                 | 2            | -1           | 30       | -33    |
| A. Giordani    | 26                  | 3                   | ?            | 0            | 26+      | 3      |
| B. Maini       | 6                   | 2                   | ?            | 0            | 6+       | 2      |
| G. Martelli    | 25                  | 5                   | ?            | 0            | 25+      | 5      |
| E. Monzeglio   | 13                  | 0                   | ?            | 0            | 13+      | 0      |
| G. Muzzioli    | 27                  | 3                   | ?            | 0            | 27+      | 3      |
| B. Perin       | 26                  | 4                   | 1+           | 2            | 27+      | 6      |
| A. Pozzi       | 25                  | 3                   | 1+           | 1            | 26+      | 4      |
| A. Schiavio    | 25                  | 15                  | 2            | 2            | 27       | 17     |